# Cissone
Cissone (piemontiul: Cisson) település Olaszországban, Piemont régióban, Cuneo megyében. Lakosainak száma 81 fő (2023. január 1.). Cissone Bossolasco, Dogliani, Roddino és Serravalle Langhe községekkel határos.

## Népesség
A település lakossága az elmúlt években az alábbi módon változott:
| Lakosok száma | 88   | 90   | 81   |
|               | 2017 | 2018 | 2023 |